# Adolf Curt von Prenzel
Adolf Curt von Prenzel (* 15. Juni 1799 in Seitschen; † 21. April 1889 in Dresden) war ein sächsischer Generalleutnant.

## Leben
Adolf Curt von Prenzel trat nach Ende der Napoleonischen Kriege im Jahr 1816 als Soldat in die Sächsische Armee ein und wurde am 4. Oktober 1817 zum Souslieutenant beim Prinz Johann Husarenregiment ernannt. Er durchlief in den folgenden Jahren eine gewöhnliche militärische Laufbahn und wurde 1825 zum Premierlieutenant und am 11. August 1836 zum Rittmeister und Eskadronchef beim 2. Leichten Reiter-Regiment befördert. Er wurde die weiteren Jahre in dieser Eigenschaft verwendet und schließlich am 18. Dezember 1846 zum Major befördert. Seitdem fungierte er als Adjutant des Prinzen Johann und wurde in dieser Position am 21. September 1849 zum Oberstleutnant befördert. Unter Beförderung zum Oberst am 25. Dezember 1850 kehrte er mit der Ernennung zum Kommandeur des 2. Leichten Reiter-Regiments in den Truppendienst zurück. Er führte diesen Verband die nächsten Jahre und wurde unter Genehmigung seines Abschiedsgesuches am 5. April 1860 mit dem Charakter als Generalmajor zur Disposition gestellt. Später erhielt Prenzel noch den Charakter als Generalleutnant.
Er wurde auf dem Inneren Neustädter Friedhof in Dresden begraben.